# The Boy Does Nothing
"The Boy Does Nothing" najavni je singl za drugi studijski album The Alesha Show britanske kantautorice Aleshe Dixon.

## O pjesmi
"The Boy Does Nothing" je njen prvi singl nakon raskida ugovora s Polydor Recordsom, a pokazao se kao veliki uspjeh. Pjesma je ušla u top 10 u skoro svim zemljama Europe. Alesha je s tim singlom stekla svjetsku slavu. Pjesmu izvela kao rezultat uspjeha u Pjesu za zvijezdama 19. listopada 2008. U subotu 13. prosinca 2008. pjesmu je izvela na izboru za miss svijeta čiji je prijenos uživo pratilo preko dvije milijarde ljudi. 20. veljače 2009. pjesmu je izvela u emisiji Le Grand Journal na francuskoj televiziji za promociju svog albuma tamo. U Španjolskoj je singl izvela u španjolskoj verziji Operacije Trijumf.

## Popis pjesama

### CD singl
1. "The Boy Does Nothing"

### Maxi singl
1. "The Boy Does Nothing"
2. "The Boy Does Nothing" (remiks Freda Falkea)
3. "The Boy Does Nothing" (remiks Crazy Cousinza)
4. "The Boy Does Nothing" (video)

### Digitalni download
1. "The Boy Does Nothing"
2. "The Boy Does Nothing" (remiks Bimbo Jonesa)
3. "The Boy Does Nothing" (remiks Freda Falkea)
4. "The Boy Does Nothing" (remiks Crazy Cousinza)

## Videospot
Videospot je snimljen pod redateljskom palicom Michael Graceya. Radnja videa se odvija u dvorani za ples gdje dvoje djece špijunira nastup. Alesha pjeva i pleše pred publikom koju čine bračni parovi. Na kraju videa svi dobivaju priliku za ples, pa se neki muškarci odluče za ples, a Alesha i ostala publika bez glazbe pjeva pjesmu, a osobito naglašava dio pjesme If the man can't dance, he gets no second chance.

## Top ljestvice
| Ljestvice (2008. – 2009.) | Pozicija |
| ------------------------- | -------- |
| Austrija                  | 34       |
| Australija                | 8        |
| Belgija (Flandrija)       | 16       |
| Češka                     | 1        |
| Nizozemska                | 12       |
| Europa                    | 8        |
| Finska                    | 2        |
| Francuska                 | 2        |
| Hrvatska                  | 4        |
| Njemačka                  | 40       |
| Irska                     | 19       |
| Italija                   | 8        |
| Norveška                  | 3        |
| Španjolska                | 2        |
| Švedska                   | 7        |
| Švicarska                 | 7        |
| UK                        | 5        |